# Georg Eberhard Rumpf

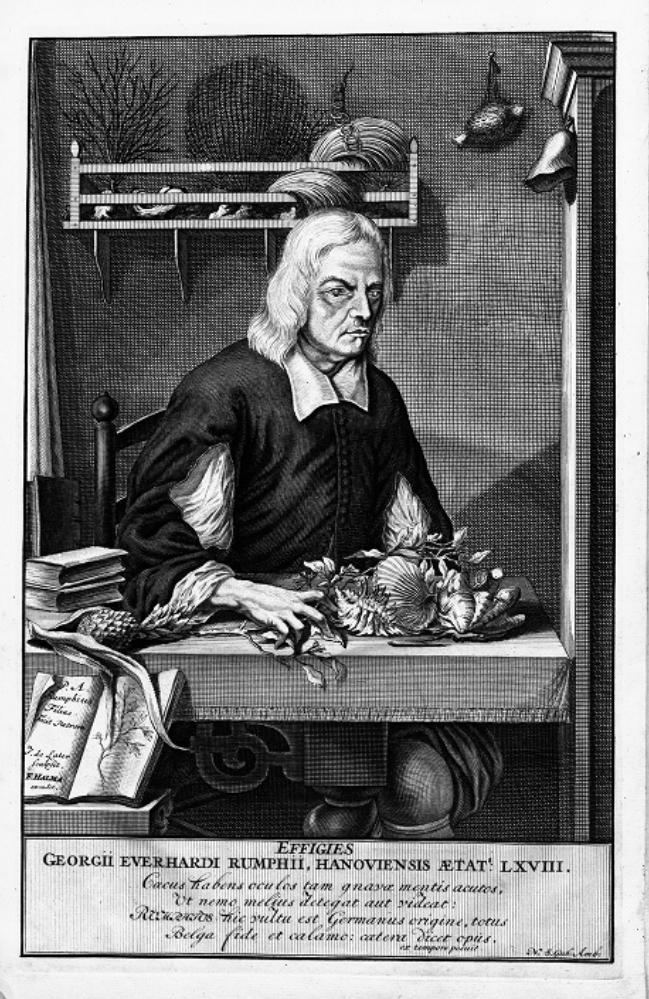
Georg Eberhard Rumpf

Georg Eberhard Rumpf, auch Georgius Everhardus Rumphius (* Oktober 1627 in Wölfersheim, Grafschaft Solms-Greifenstein (heute Wetteraukreis), Hessen; † 13. Juni 1702 im Kastell Victoria, Insel Ambon, Molukken, Niederländisch-Indien), war Söldner, niederländischer Offizier und Verwaltungsbeamter, Botaniker, Naturforscher und Forschungsreisender. Sein offizielles botanisches Autorenkürzel lautet „Rumph.“. Er lebte im sogenannten Goldenen Zeitalter, niederländisch: „de Gouden Eeuw“.

## Leben

### Frühe Jahre

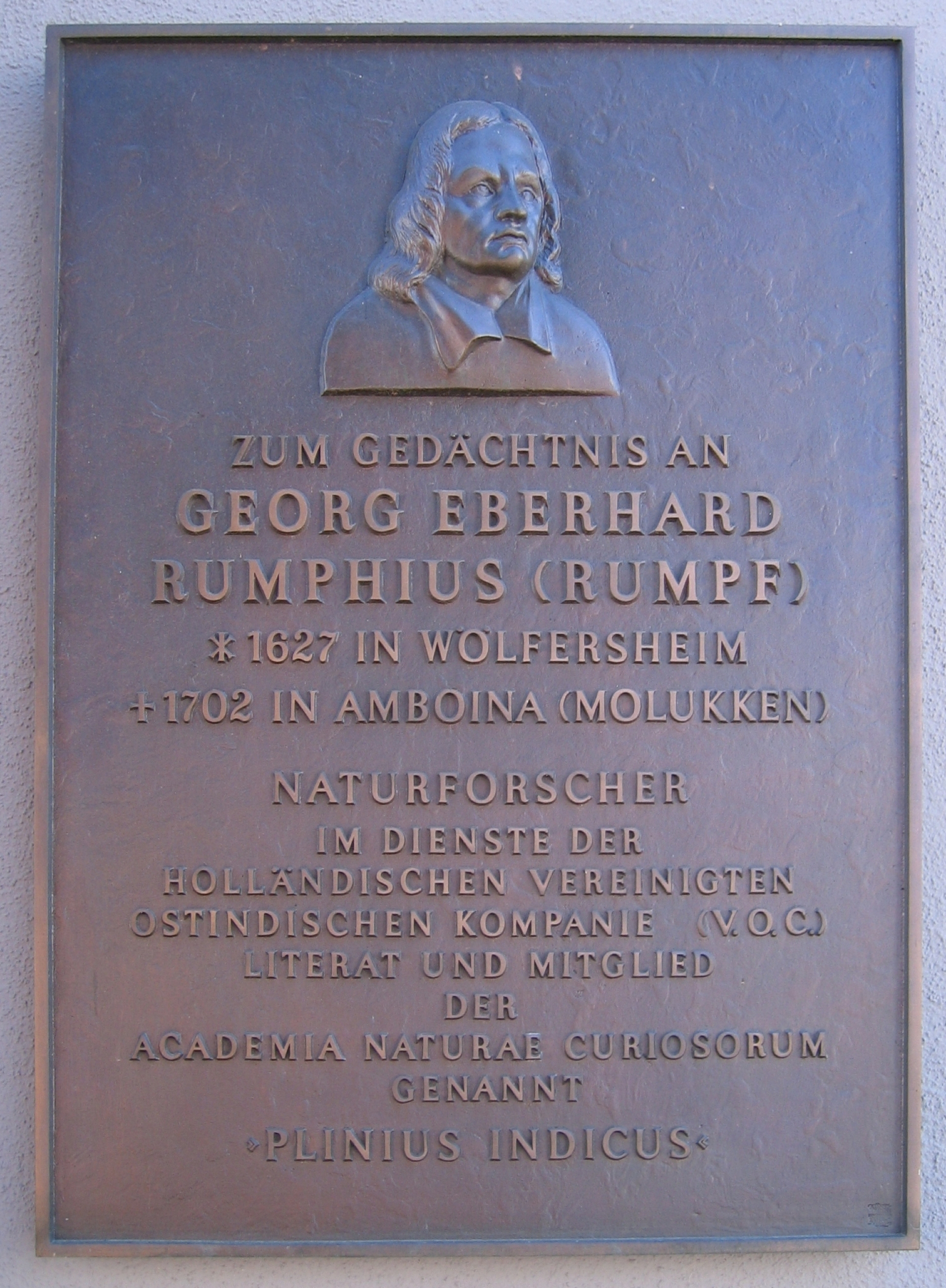
Gedächtnistafel in Wölfersheim

Er war der Sohn des Solms-Greifensteiner Baumeisters Augustus Rumpf (* etwa 1591, „vom Spring im Braunschweiger landt bürtig“, † 8. April 1666 in Hanau im Alter von 75 Jahren). Der Vater stand von 1635 bis 1666 im Dienst der Stadt Hanau, die Mutter Anna Elisabeth Keller († 1651) aus Wölfersheim. Sein Großvater war der Solms-Braunfelser Amtmann Karl Keller, der in Wölfersheim residierte.
August Rumpf wohnte seit dem 13. August 1625 mit seiner Frau in Wölfersheim. In einem Brief vom 19. August 1627 bat er Graf Wilhelm I. zu Solms-Greifenstein ihn vorläufig von Dienstreisen zu entbinden. „Bitte deroent Euer Gnaden gantz underthenig imbs Gotts willen die wollten nicht allein meiner sondern meiner Hausfrauen und deren leibesfrucht zu deren Entbündnis sie über 7 oder 8 wochen auf lengst nicht mehr hat, zu gnader erbarmen.“ Demnach ist Georg Eberhard Rumpf vermutlich im Oktober 1627 geboren.
Georg Eberhard Rumpf wuchs in einer streng reformierten Gemeinde auf.
Die Mutter hatte Verwandte in Middelburg, Provinz Zeeland, in den Niederlanden, unter anderem Johann Wilhelm Keller (1638–1698), der später geadelt wurde. Rumphius nannte ihn in einem Bericht: „Mein Cousin, der Herr Baron Keller.“ Schließlich wurde Johann Wilhelm von Keller sogar Botschafter in Moskau.
Mit dem Eintritt des Vaters in die Dienste der Grafen von Hanau-Münzenberg im Jahre 1635 besuchte Georg Eberhard die Hohe Landesschule in Hanau bis 1645. Augustus Rumpf trat in Hanau die Nachfolge seines Bruders Joachim an, der dort an der Stadtbefestigung Hanaus gearbeitet hatte. Hier wurde der Bruder von Rumphius, Johann Conrad Rumpf, geb. 1639, 1661 arkebusiert, weil er einen „Skripenten“ grundlos erstochen habe. Die Schwester Anna Catharina wurde 1641 in Hanau geboren.
Augustus Rumpf schuf in dieser Zeit zwei Kupferstiche von Braunfels und Greifenstein für Matthäus Merian, die er 1646 ablieferte. Ein halbes Jahrhundert später fertigte Merians Tochter Maria Sibylla Abbildungen für die „Amboinische Raritaetenkamer“ von Georg Eberhard Rumphius an.

### Soldat der Niederländischen Westindien-Kompanie
Rumpf reiste 1645 mit dem Grafen Ernst Casimir zu dessen Bruder Ludwig von Solms-Greifenstein nach Holland. Dort ließ er sich im Alter von 18 Jahren vom Grafen Ernst Casimir und dessen Bruder Ludwig von Solms-Greifenstein als Soldat für die Republik Venedig für den Kampf des Dogen Francesco Erizzo gegen die Türken auf Kreta anwerben. Auf dem Schiff Swarte Raaf erfuhren die Soldaten, dass sie für die Niederländische Westindien-Kompanie (WIC) verpflichtet und auf dem Weg nach Pernambuco in Niederländisch-Brasilien waren. Aus heute unbekannten Gründen erreichte das Schiff nie sein Ziel. Die niederländischen Soldaten hielten sich von 1645 bis 1648 in Portugal auf.
Während des Aufenthaltes von Rumphius herrschte Waffenstillstand im Niederländisch-Portugiesischen Krieg. Bereits in Portugal betrieb Rumphius naturwissenschaftliche Studien. In einem Brief an Andreas Cleyer vom 18. August 1682 schreibt er zum Beispiel, „daß ich das rechte Sium in Portugal habe wachsen sehen / und zwar allezeit an feuchten wässerichten Oerthern.“ Von seinem Wert für die Portugiesen weiß er, dass „ein jeweder Platz / da es grünet / seinen eignen Besitzer hat / […] wiewolen wir als Soldaten dasselbige zuweilen zu Salat und Mues abgeknippet haben / ohnerachtet der Schleudersteine / die wir öffters an die Köppfe bekommen haben.“ Er verfasste ein autobiographisches Gedicht, das sein bisheriges Leben bis zur Abreise aus Portugal behandelte, in lateinischer Sprache: Georgii Everhardii Rumphii. Peregrinatio sive iter in Brasilia („Peregrinatio oder der Weg nach Brasilien“). Man nimmt an, dass er 1648 nach Hessen zurückkehrte.
1649/50 stand er mit seinem Vater als Bauschreiber in Diensten des Grafen Johann (Nassau-Idstein). Aus konfessionellen Gründen verließ er im Streit Idstein. Er „hat nicht leiden können, daß man wider die Calvinisten predigt.“ In dieser Zeit scheint die Familie auch eine Rückkehr nach Wölfersheim geplant zu haben. 1650 kam es zum Streit zwischen den „Nepotes und Enckeln“ von Karl Keller um die Frauenstühle in der Antoniuskapelle in Wölfersheim. August Rumpf wollte einen gleich großen Kirchenstuhl für seine Frau bauen, wie ihn seine Schwägerinnen, „die Niderländischen Weiber“, besaßen. Doch der Pfarrer beschied: „Rump mag zu Hainaw Stuhl bawen, und gererchtigkeit suchen, nit zu Willfersheim.“

### Im Dienste der Niederländischen Ostindien-Kompanie

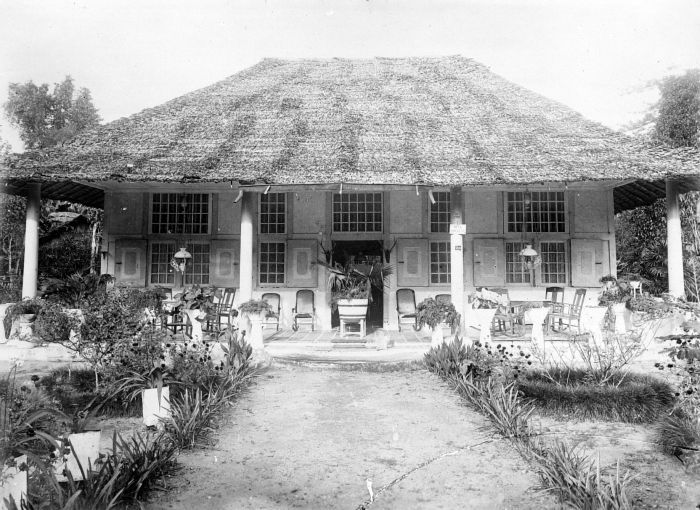
Ehemaliges Haus Rumpfs auf der Insel Ambon, 1910er Jahre

1652 trat er als Offiziersanwärter, Adelborst (Seekadett), in den Dienst der Niederländischen Ostindien-Kompanie (VOC). Am 2. Weihnachtstag dieses Jahres verließ sein Schiff „Muijden“ die Insel Texel. Das Schiff traf im Juni 1653 in Batavia auf Java ein. In den folgenden Jahren bis 1657 nahm er an Militärexpeditionen unter Admiral Arnold de Vlamingh von Outshoorn auf Sulawesi teil. 1654 wurde er zum Fähnrich, 1656 zum „Fabryk“ (Pionieroffizier) befördert. Er lebte seit 1657 auf der Molukken-Insel Ambon (früher: Amboina). Dort lebte er während seiner Militärzeit im Fort Amsterdam in Hila. Nach seinem Ausscheiden aus dem militärischen Dienst arbeitete er im Zivildienst der Kompanie zunächst im Range eines zweiten Kaufmanns in Hila. Dort wurde sein Sohn Paul August geboren. Dieser war in der zweiten Hälfte des 17. Jahrhunderts als Zeichner und Maler tätig. Von ihm stammt auch das berühmte Porträt seines Vaters: „P. Augustus Rumphius Filius Fecit Patrum.“
Rumphius war zuletzt als Konsul holländischer Unterstatthalter. Während dieser Zeit bei der Kolonialadministration widmete er sich naturkundlichen Expeditionen und erhielt 1681 schließlich von der kaiserlichen Academia Naturae Curiosorum in Schweinfurt, der heutigen Deutschen Akademie der Naturforscher Leopoldina in Halle, den Beinamen „Plinius Indicus“. 1683 veröffentlichte Rumphius einen wissenschaftlichen Lebensbericht in den „Miscellanea Curiosa sive Ephemeridum Medico-Physicarum Academiae Naturae Curiosorum Decuriae II. 1682–1691.“
In seinem Werk Amboinische Raritätenkammer beschrieb er tropische Schalentiere, Muscheln und Mineralien. Doch wurde die Arbeit an seinem Lebenswerk Herbarium Amboinense durch schwere Schicksalsschläge mehrmals behindert: 1669/1670 erblindete er am Grauen Star wurde seitdem „blinder Seher von Ambon“ genannt, am 17. Februar 1674 verlor er bei einem Erdbeben mit Tsunami Familienangehörige. Über das Ereignis verfasste er einen wissenschaftlichen Bericht in niederländischer Sprache. Seine erste Ehefrau Susanna, eine Einheimische, und eine kleine Tochter starben damals. Der Bericht über das Schrickelijke Aerdbevinge ist das einzige seiner Werke, das noch zu seinen Lebzeiten erschien.
Joan Maetsuycker sandte ihm nach seiner Erblindung Sekretäre und Zeichner, damit er seine Arbeit fortsetzen konnte. Rumphius diktierte fortan den Schreibern in niederländischer Sprache. Am 11. Januar 1687 brannte sogar seine Bibliothek ab. Doch ließ sich Rumpf nicht entmutigen und arbeitete unbeirrt weiter. Seine Manuskripte wurden von den Direktoren der Vereinigten Ostindischen Kompanie zum Teil jahrzehntelang unter Verschluss gehalten und nicht zur Veröffentlichung freigegeben. Einige Kapitel und Abbildungen schickte er immer wieder an verschiedene Empfänger in die Niederlande. Im Jahr 1692 gingen auf dem Seeweg nach Amsterdam das Manuskript und die Illustrationen des Herbarium Amboinense verloren, da das sie transportierende Schiff von der französischen Flotte versenkt wurde. Texte und Zeichnungen waren jedoch in Batavia vor der Verschiffung kopiert worden im Auftrag von Johannes Camphuys, so dass das Werk rekonstruiert werden konnte. Hendrik d’Aquet, Bürgermeister von Delft, wurde gebeten, das Manuskript zu veröffentlichen, welches Rumphius ihm senden ließ. Es erschien erst posthum ab 1741 im Druck. Der Amsterdamer Professor für Botanik Johannes Burman übersetzte die Texte ins Lateinische und gab die sechs Bände des „Herbarium“ als lateinisch-niederländische Ausgabe heraus. Maria Sibylla Merian schuf nach ihrer Rückkehr aus Surinam Abbildungstafeln für die erste Ausgabe der „Amboinsche Raritaet Kamer“ von 1705. Als Vorlagen dienten ihr Gegenstände aus holländischen Sammlungen, teilweise auch Zeichnungen. Ihre Zeichnungen werden heute im Archiv der Russischen Akademie der Wissenschaften in Sankt Petersburg aufbewahrt. 1702 erwähnte sie den Auftrag in einem Brief an Johann Volkamer in Nürnberg. Merian zeigte am 23. Februar 1711 dem Frankfurter Gelehrten Zacharias Konrad von Uffenbach die Illustrationen.
Rumphius starb am 17. Juni 1702 im Ambon und wurde in seinem Garten begraben.

## Werke
- Amboinische Raritäten-Kammer oder Abhandlung von den steinschaalichten Thieren welche man Schnecken und Muscheln nennet. Kraus, Wien 1705, 1766.
- De Generale Lant-Beschrijvinge van het Ambonese Gouvernement beheisende en wat daaronder begrepen zij, mitsgader een Summarisch verhaal van Ternataanse en Portugeese regeering en hoe Nederlanders eerstmaal daerin gecomen zijn owel De Ambonsche Lant-beschrijvinge. 1679. (Hrsg. Von W. Buijze). Den Haag 2001.
  - The Ambonese Curiosity Cabinet. Hrsg. v. E. M. Beekman. Yale Univ. Pr., New Haven Conn 1999. ISBN 0-300-07534-0 (engl. Ausg.).
- Herbarium Amboinense 12 Bde. Hrsg. v. Johannes Burmannus. Amsterdam, Den Haag, Utrecht 1741–1755.
- Waerachtling Verhael, Van de Schrickelijke Aerdbevinge / Nu onlanghs eenigen tyd herwaerts, ende voornaementlijck op den 17. February des Jaers 1674, voorgevallen, in, en ontrent de Eylanden van Ambonia, Mitsgaders Ongehoorde Watervloeden, droevige ongelucken, en wonderlijcke by-sonderherden, &c., daer op gevolght, gelijck sulx in het Dagh-Register van dien, neerstigh en omstantisgh aengeteyckent staet, en omstantigh aengeteyckent staet, en uytgetrocken is, Als mede Autentyque Extracten von Brieven over het selve. Alles met het laetste Schip de Vrije-Zee bericht / en bekent gemaeckt. Gedruckt naer de Copye van Batavia In’t Jaer Onses Heeren, 1675. Heruitgave en Transcriptie W. Buijze, 1997. Ausgabe in niederländischer, englischer und indonesischer Sprache.

## Ehrungen
1681 wurde er Mitglied der Leopoldina. 1824 ließ der Generalgouverneur Godert Alexander Gerard Philip van der Capellen im Garten von Rumpf in Ambon ein Denkmal errichten, das im Zweiten Weltkrieg zerstört wurde. 1996 wurde am 22. April eine Kopie des Denkmals eingeweiht. Die Pflanzengattung Rumphia L. wurde ihm zu Ehren benannt.